# Уэйд-Драхос, Джонатан
Джонатан Уэйд-Драхос (англ. Jonathan Wade-Drahos) — американский актёр, снимающийся в кино и сериалах. Исполнил главные роли в фильмах «Круг» (2001) и Trim (2010).

## Фильмография
| Год  |   | Русское название             | Оригинальное название | Роль                   |
| ---- | - | ---------------------------- | --------------------- | ---------------------- |
| 2001 | ф | Круг                         | Circuit               | Джон Вебстер           |
| 2003 | с | Американские мечты           | American Dreams       | окулист                |
| 2003 | с | Морская полиция: Спецотдел   | NCIS                  | лейтенант Грег Паллини |
| 2005 | с | Джейк вчера, сегодня, завтра | Jake in Progress      | Ричард                 |
| 2010 | ф |                              | Trim                  | Гэри                   |